# Haplostachys bryanii
Haplostachys bryanii (englische Namen: Molokai islandmint, Bryan’s Haplostachys) ist eine vermutlich ausgestorbene hawaiische Pflanzenart der Gattung Haplostachys innerhalb der Familie der Lippenblütengewächse (Lamiaceae). Die Gattung Haplostachys kommt nur auf Hawaii vor. Von den einstmals fünf Arten existiert jedoch nur noch die Art Haplostachys haplostachya, die vom Aussterben bedroht ist.
Benannt wurde sie nach dem amerikanischen Naturforscher Edwin Horace Bryan, Jr. (1898–1985), einem Ausstellungskurator am Bishop Museum, Honolulu, Hawaii.
Sie war endemisch im Westen der Insel Molokai. Ihr Lebensraum bestand aus trockenem Grünland, Buschland oder Wäldern in der Umgebung des Vulkans West Molokai.

## Beschreibung
Haplostachys bryanii war eine mehrjährige krautige Pflanze, die eine Wuchshöhe von 30 bis 50 Zentimeter erreichte. Die vier bis sieben Zentimeter langen Laubblätter hatten eine längliche herzförmige Form und waren mit verfilzten wolligen Härchen bedeckt. Der ährige Blütenstand bestand aus 1 bis 1,4 Zentimeter langen weißen Einzelblüten.

## Aussterben
Diese Pflanzenart wurde zuletzt 1918 nachgewiesen. Vermutlich starb sie durch eine Kombination aus Lebensraumzerstörung, dem Anlegen von landwirtschaftlichen Flächen, Verdrängung durch nicht heimische, eingeführte Pflanzen (Neophyten) sowie infolge Überweidung durch Ziegen und anderes Vieh aus.